# فین (سطح اضافه)

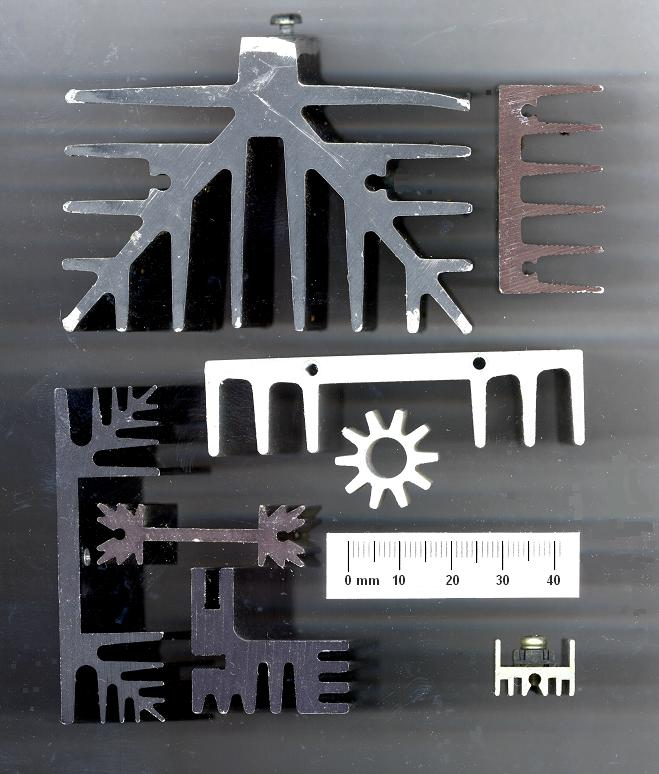
چند نمونه از سطوح اضافه

فین(به انگلیسی: Fin) یا سطح اضافه(به انگلیسی: extended surface) در علم انتقال حرارت به سطوحی گفته می‌شود که جهت بالابردن نرخ انتقال حرارت بین سطح و محیط، به کار می رود.این سطوح به لوله یا تجهیزات مولد گرما متصل شده و باعث تسریع در فرآیند انتقال حرارت می شود.از این وسیله در رادیاتورها، شوفاژ و همچنین خنک کردن موتور بنزینی موتور سیکلت ها استفاده می شود.